# Bauhaus-Galan 2023
Il Bauhaus-Galan 2023 è stata la 57ª edizione dell'annuale meeting di atletica leggera, settima tappa del circuito Diamond League 2023. Le competizioni hanno avuto luogo presso lo stadio Olimpico di Stoccolma, il 2 luglio 2023.

## Programma
| # | Orario | Specialità         |
| - | ------ | ------------------ |
| 1 | 17:25  | Salto in alto      |
| 2 | 17:27  | Salto con l'asta   |
| 3 | 17:31  | 3000 metri piani   |
| 4 | 18:04  | 400 metri piani    |
| 5 | 18:14  | 100 metri piani    |
| 6 | 18:55  | Lancio del disco   |
| 7 | 19:12  | 3000 metri siepi   |
| 8 | 19:31  | 400 metri ostacoli |
| 9 | 19:52  | 800 metri piani    |

| # | Orario | Specialità         |
| - | ------ | ------------------ |
| 1 | 15:42  | Getto del peso     |
| 2 | 17:14  | Lancio del disco   |
| 3 | 17:48  | 800 metri piani    |
| 4 | 18:21  | 1500 metri piani   |
| 5 | 18:30  | Salto in lungo     |
| 6 | 18:36  | 5000 metri piani   |
| 7 | 19:02  | 100 metri ostacoli |
| 8 | 19:42  | 200 metri piani    |

     Specialità valide per la Diamond League

## Risultati
Di seguito i primi tre classificati di ogni specialità.

### Uomini
| Specialità       |                     | Prestazione | 2º classificato    | Prestazione | 3º classificato       | Prestazione |
| 100 m            | Akani Simbine       | 10"03       | Reece Prescod      | 10"14       | Joshua Hartmann       | 10"23       |
| 400 m            | Zakithi Nene        | 45"30       | Emmanuel Bamidele  | 45"48       | Matthew Hudson-Smith  | 45"57       |
| 800 m            | Djamel Sedjati      | 1'44"59     | Saúl Ordóñez       | 1'44"67     | Gabriel Tual          | 1'44"85     |
| 3000 m           | Emil Danielsson     | 7'39"70     | Andreas Almgren    | 7'40"01     | Jimmy Gressier        | 7'40"21     |
| 400 m hs         | Karsten Warholm     | 47"57       | Kyron McMaster     | 48"94       | Rasmus Mägi           | 12'49"80    |
| 3000 m siepi     | Soufiane el-Bakkali | 8'09"84     | Getnet Wale        | 8'12"27     | Abrham Sime           | 8'16"82     |
| Salto in alto    | Hamish Kerr         | 2,24 m      | Thomas Carmoy      | 2,20 m      | Andrij Procenko       | 2,16 m      |
| Salto con l'asta | Armand Duplantis    | 6,05 m      | Ernest John Obiena | 5,82 m      | Pål Haugen Lillefosse | 5,72 m =    |
| Lancio del disco | Kristjan Čeh        | 69,83 m     | Daniel Ståhl       | 67,57 m     | Andrius Gudžius       | 67,19 m     |

     Prestazione che stabilisce il nuovo record del meeting.

### Donne
| Specialità       |                     | Prestazione | 2º classificato     | Prestazione | 3º classificato  | Prestazione |
| 200 m            | Daryll Neita        | 22"50       | Dina Asher-Smith    | 22"58       | Jaël Bestué      | 22"59       |
| 800 m            | Worknesh Mesele     | 2'00"05     | Eveliina Määttänen  | 2'01"50     | Natalija Krol    | 2'01"56     |
| 1500 m           | Freweyni Hailu      | 4'02"31     | Diribe Welteji      | 4'02"79     | Hirut Meshesha   | 4'03"01     |
| 5000 m           | Beatrice Chebet     | 14'36"52    | Lemlem Hailu        | 14'38"06    | Elisa Medina     | 14'40"02    |
| 100 m hs         | Tobi Amusan         | 12"47       | Sarah Lavin         | 12"73       | Pia Skrzyszowska | 12"78       |
| Salto in lungo   | Larissa Iapichino   | 6,69 m      | Malaika Mihambo     | 6,66 m =    | Ivana Vuleta     | 6,58 m      |
| Lancio del disco | Sandra Perković     | 64,49 m     | Jorinde van Klinken | 62,96 m     | Kristin Pudenz   | 62,33 m     |
| Getto del peso   | Danniel Thomas-Dodd | 19,04 m     | Jessica Schilder    | 19,03 m     | Fanny Roos       | 18,75 m     |

     Prestazione che stabilisce il nuovo record del meeting.